# Alex Len
Oleksiy "Alex" Len (Antratsyt, 16 de junho de 1993) é um jogador de basquetebol profissional ucraniano que atualmente joga no Los Angeles Lakers da NBA.
Ele jogou na Universidade de Maryland e foi selecionado pelo Phoenix Suns com a 5ª escolha geral no Draft da NBA de 2013.

## Primeiros anos
Len nasceu em Antratsyt, Ucrânia. Crescendo, Len praticava ginástica e gostava de assistir filmes de Jackie Chan. Quando jovem ginasta, Len foi treinado por Oleksiy Stepanenko, que também treinou o medalhista de ouro olímpico Ihor Korobchynskyy.
Ele começou a jogar basquete aos 13 anos de idade e depois frequentou o Dnipropetrovsk Higher College em Dnipropetrovsk.
Ele jogou pela seleção da Ucrânia no EuroBasket Sub-16 de 2009 e no EuroBasket Sub-18 de 2010. No torneio de 2010, ele foi o quarto melhor marcador geral, o segundo melhor em rebote e o melhor em bloqueios. Após o torneio, Len ingressou na BC Dnipro da SuperLiga Ucraniana de Basquete para a temporada de 2010-11.

## Carreira universitária

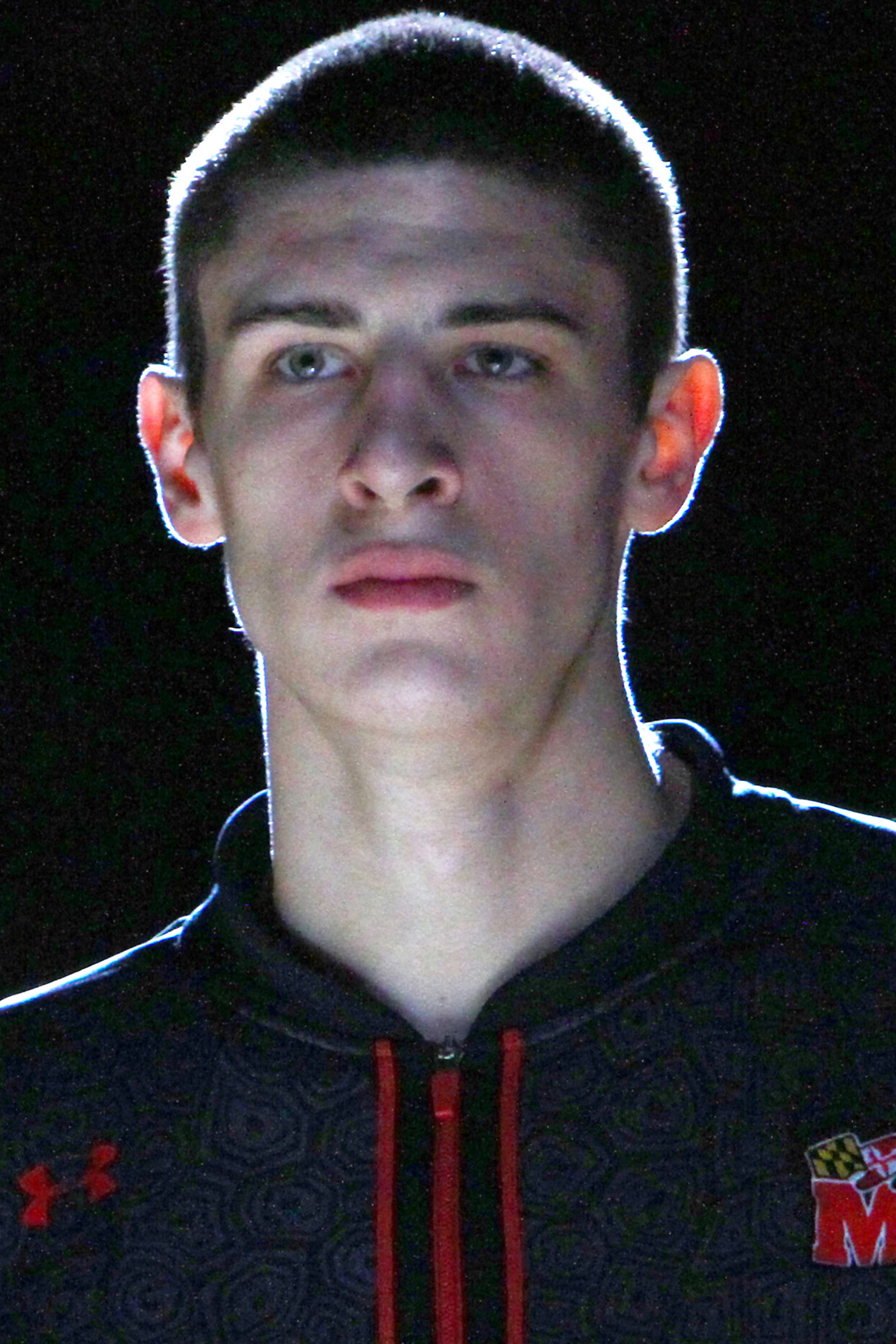
Len em 2012

### Primeiro ano
Len foi recrutado pelo então assistente técnico de basquete de Maryland, Scott Spinelli. Ele recebeu uma bolsa esportiva do treinador da Universidade de Maryland, Gary Williams, mas Williams renunciou após a temporada de 2010-11. Mark Turgeon foi contratado para o seu lugar.
Len teve um baixo desempenho em seu primeiro ano, tendo médias de 6 pontos, 5,5 rebotes e 2,2 bloqueios, mas mostrou potencial para ser escolhido no draft após cumprir uma suspensão de dez jogos no início do ano devido a problemas de amadorismo da NCAA resultantes de seu tempo com o Dnipro.

### Segundo ano
Len abriu sua segunda temporada em 9 de novembro de 2012 contra o atual campeão Kentucky, liderado pelo jogador número 1 da ESPN na classe de recrutamento de 2012, Nerlens Noel. Len dominou Noel durante todo o jogo, registrando 24 pontos, 12 rebotes e 4,1 bloqueios, enquanto manteve Noel com 4 pontos, 9 rebotes e 3 bloqueios, embora Kentucky tenha vencido o jogo por 72-69. Após o jogo, houve rumores de que Len poderia ser uma das 5 melhores escolhas no próximo draft.
Em 16 de fevereiro de 2013, Len novamente desempenhou um papel de protagonista, levando Maryland a uma vitória de 83-81 sobre Duke Blue Devils. Len registrou 19 pontos, 9 rebotes e 3 bloqueios. Nessa temporada, ele jogou em 38 jogos e teve médias de 11,9 pontos, 7.8 rebotes e 1.0 assistências.
Em 14 de abril de 2013, Len decidiu se declarar o Draft da NBA de 2013. Alguns especialistas projetaram Len como a primeira escolha geral. Em 3 de maio de 2013, Len acabou fazendo uma cirurgia no tornozelo esquerdo, o que resultou em ele ficar de quatro a seis meses sem poder jogar.

## Carreira profissional

### Phoenix Suns (2013-2018)

#### Temporada de 2013-14
Len foi selecionado pelo Phoenix Suns com a 5ª escolha geral no Draft da NBA de 2013. Len foi o segundo jogador internacional a ser selecionado nesse draft, atrás da primeira seleção geral Anthony Bennett, nascido no Canadá, e o jogador ucraniano melhor selecionado na NBA, que era um recorde anteriormente realizada por Vitaly Potapenko em 1996. Ele também foi o primeiro jogador do Phoenix Suns a ser incluído no Top 5 de um draft da NBA desde Armen Gilliam em 1987.
Devido às cirurgias no tornozelo, Len não se juntou ao Phoenix Suns no Summer League de 2013. Ele escolheu o número 21 dos Suns para homenagear Kevin Garnett e Tim Duncan, seus jogadores favoritos. Em 12 de julho de 2013, Len passou por uma cirurgia no tornozelo direito devido a uma fratura por estresse. Ele assinou com os Suns em 29 de agosto de 2013 e foi liberado para treinar com eles no início de setembro.
Len fez sua estreia na NBA em 1 de novembro de 2013 em uma vitória contra o Utah Jazz. Ele ficou de fora sete jogos antes de retornar em 19 de novembro contra o Sacramento Kings. No entanto, um dia depois, Len voltou a machucar o joelho esquerdo e perdeu seis semanas antes de retornar em 7 de janeiro ao Chicago Bulls. Len teve seu primeiro jogo de 10 rebotes em uma vitória por 126-117 sobre o Milwaukee Bucks em 29 de janeiro de 2014.

#### Temporada de 2014-15
Em julho de 2014, Len ingressou no Phoenix Suns para a Summer League de 2014. No primeiro jogo dos Suns na Summer League, Len registrou 6 pontos e 6 rebotes contra o Golden State Warriors antes de fraturar o dedo mindinho direito e foi posteriormente descartado até o campo de treinamento. Em 7 de outubro de 2014, um dia antes do primeiro jogo dos Suns na pré-temporada de 2014 contra o Flamengo, Len quebrou o mesmo dedo mindinho novamente, forçando-o a ficar de fora novamente. Ele voltou à ação duas semanas depois no jogo de pré-temporada dos Suns contra o Los Angeles Clippers em 22 de outubro.
Em 31 de outubro de 2014, Len registrou seu primeiro duplo-duplo da carreira com 10 pontos e 11 rebotes na vitória por 94-89 sobre o San Antonio Spurs. Em 17 de novembro, ele marcou 19 pontos em uma vitória de 118-114 sobre o Boston Celtics.
Len foi titular em seu primeiro jogo em 15 de dezembro contra o Milwaukee Bucks e continuou sendo titular até 5 de fevereiro, quando machucou o tornozelo. Depois de perder três jogos devido à lesão, ele voltou à ação em 20 de fevereiro para registrar 11 pontos, 10 rebotes e seis bloqueios em uma derrota para o Minnesota Timberwolves.
Em 2 de abril, ele foi submetido a uma cirurgia bem-sucedida para reparar o nariz quebrado, uma lesão sofrida contra o Portland Trail Blazers em 30 de março. Posteriormente, ele perdeu os sete últimos jogos da temporada.

#### Temporada de 2015-16
Em julho de 2015, Len voltou aos Suns para a Summer League de 2015, em Las Vegas, onde em cinco jogos e obteve uma média de 10,8 pontos e 9,8 rebotes por jogo. Após a conclusão da Summer League, Len começou a treinar com seu novo companheiro de equipe, Tyson Chandler, além de um dos jogadores favoritos, Tim Duncan, durante toda a entressafra.
Em 9 de dezembro, Len registrou 20 pontos e 14 rebotes na vitória de 107-104 sobre o Orlando Magic. Em 11 de janeiro, ele foi descartado por três jogos com uma entorse na mão esquerda. Em 4 de fevereiro, ele registrou 12 pontos e 18 rebotes em uma derrota de 111-105 no Houston Rockets. Em 21 de fevereiro, ele registrou 23 pontos e 13 rebotes na derrota de 118-111 para o San Antonio Spurs.
Em 4 de março, ele registrou 31 pontos e 15 rebotes em uma vitória por 102-84 sobre o Orlando Magic, tornando-se o primeiro jogador dos Suns com 31/15 desde Amar'e Stoudemire fez em 2008 e o segundo jogador mais jovem da equipe a gravar tal feito. Dois dias depois, Len registrou 19 pontos, 16 rebotes e 6 assistências em uma vitória de 109-100 sobre o Memphis Grizzlies, tornando-se o primeiro jogador dos Suns a registrar essas estatísticas aos 22 anos e o primeiro desde Shawn Marion em 2005–06 com cinco jogos seguidos de +12 pontos e +12 rebotes.
Em 17 de março, ele gravou seu 10º jogo consecutivo com mais de 10 rebotes. Em 7 de abril, ele registrou sete assistências em uma vitória por 124-115 sobre o Houston Rockets.
Len jogou em 78 jogos pelos Suns na temporada de 2015-16, sendo titular em 46 deles. Ele teve 19 duplos duplos e terminou com médias de 9,0 pontos, 7,6 rebotes e 1,2 assistências.

#### Temporada de 2016-17

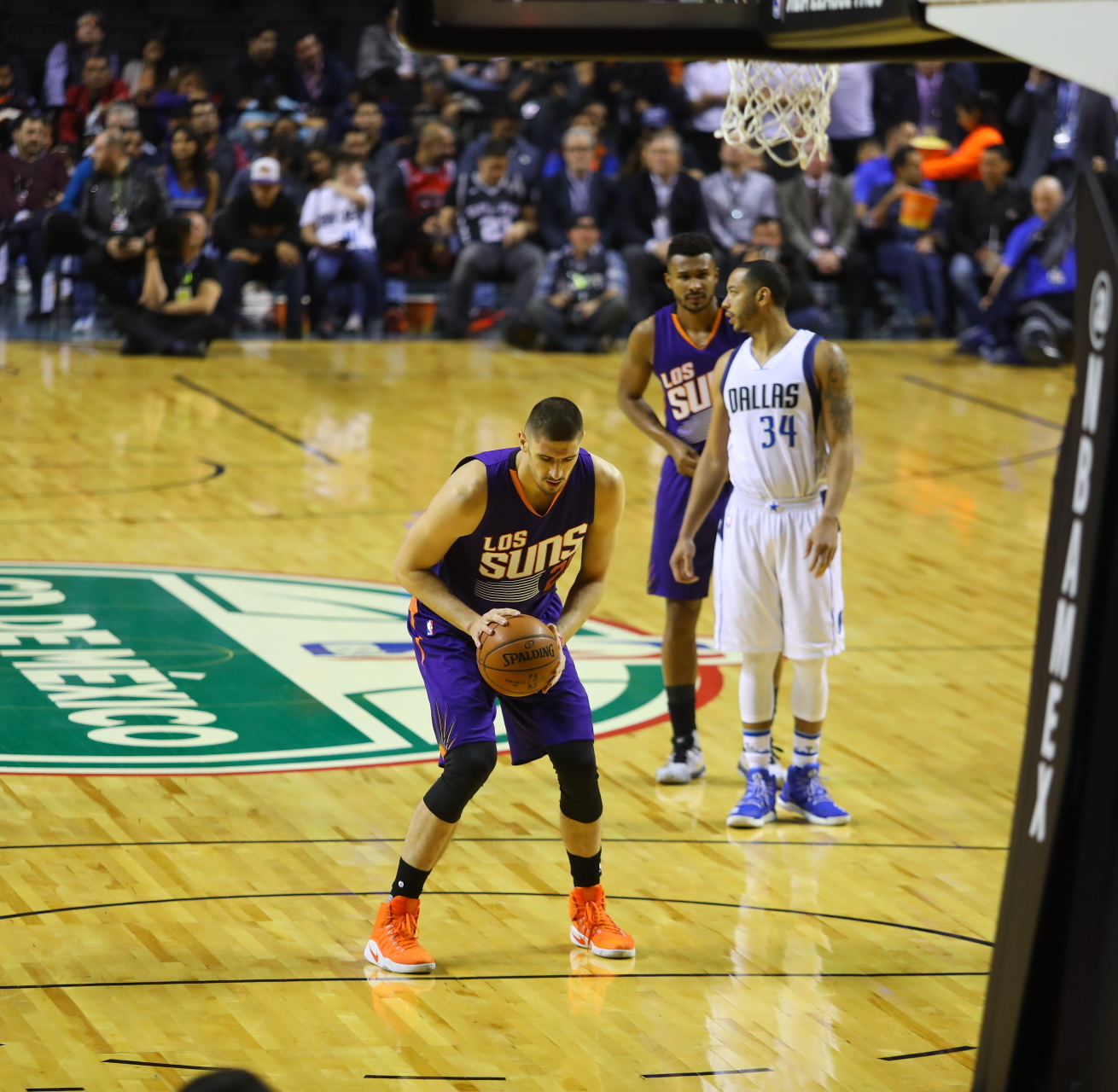
Len se preparando para fazer um lance livre em janeiro de 2017

Depois de começar a temporada com um recorde de 0-4, Len ajudou os Suns a registrar sua primeira vitória em 2 de novembro com 18 pontos em uma vitória de 118-115 sobre o Portland Trail Blazers.
Em 8 de novembro, ele registrou 16 pontos e 14 rebotes em uma vitória por 107-100 sobre o Detroit Pistons. Em 9 de dezembro, ele registrou 14 pontos e 14 rebotes em uma vitória por 119-115 sobre o Los Angeles Lakers.
Em 10 de fevereiro de 2017, ele foi suspenso de um jogo sem pagamento por deixar a área do banco e entrar na quadra de jogo durante uma briga na derrota por 110-91 para o Memphis Grizzlies.

#### Temporada de 2017-18
Após a temporada de 2016-17, Len tornou-se um agente livre restrito. Em 25 de setembro de 2017, depois de passar o período de entressafra buscando um acordo melhor, Len assinou uma oferta qualificada de um ano e 4,2 milhões de dólares para retornar aos Suns.
Em 17 de novembro de 2017, Len registrou 17 pontos e 18 rebotes em uma vitória por 122-113 sobre o Los Angeles Lakers. Em 28 de novembro de 2017, ele registrou 18 rebotes em uma vitória por 104-99 sobre o Chicago Bulls. Em 16 de dezembro de 2017, ele registrou 12 pontos e 19 rebotes em uma vitória por 108-106 sobre o Minnesota Timberwolves.

### Atlanta Hawks (2018-2020)
Em 3 de agosto de 2018, Len assinou um contrato de dois anos e US $ 8,5 milhões com o Atlanta Hawks.
Em 23 de dezembro de 2018, ele registrou 15 pontos e 17 rebotes em uma vitória de 98-95 sobre o Detroit Pistons. Em 3 de março de 2019, ele marcou 28 pontos em 5 cestas de três pontos em uma vitória de 123-118 sobre o Chicago Bulls. Em 7 de abril, ele marcou 33 pontos, incluindo seis cestas de três pontos, em uma derrota de 115-107 para o Milwaukee Bucks.

### Sacramento Kings (2020-Presente)
Em 6 de fevereiro de 2020, Len e Jabari Parker foram negociados com o Sacramento Kings em troca de Dewayne Dedmon.

## Carreira na seleção
Len jogou pela Seleção sub-16 da Ucrânia durante o EuroBasket Sub-16 de 2009. Apesar de seu desempenho durante o torneio, que incluiu médias de 8,0 pontos, 4,8 rebotes, 1,6 assistências, a Seleção sub-16 foi rebaixado para a Divisão B após o torneio.
Ele jogou com a Seleção sub-18 no EuroBasket Sub-18 de 2010. Ao contrário do Torneio Sub-16 em que ele participou em 2009, Len ajudou a equipe do Sub-18 a permanecer nos torneios da Divisão A por pelo menos mais um ano. Durante o torneio, Len acabou sendo o maior jogador de destaque do país durante todo o torneio. De fato, seu desempenho durante o torneio levou à Universidade de Maryland, juntamente com algumas outras universidades como a Virginia Tech, a ganhar interesse suficiente nele para que ele entrasse em seu time.
Em agosto de 2018, Len foi nomeado para jogar pela Seleção Ucraniana de Basquetebol pela primeira vez nas eliminatórias da Copa do Mundo de Basquetebol Masculino de 2019 em setembro.

## Estatísticas

### NBA

#### Temporada Regular
| Ano      | Equipe   | PJ  | MPJ  | AP   | 3P   | LL   | RT  | AS  | BR | TO  | PPJ  |
| -------- | -------- | --- | ---- | ---- | ---- | ---- | --- | --- | -- | --- | ---- |
| 2013–14  | Phoenix  | 42  | 8.6  | .423 | —    | .645 | 2.4 | .1  | .1 | .4  | 2.0  |
| 2014–15  | Phoenix  | 69  | 22.0 | .507 | .333 | .702 | 6.6 | .5  | .5 | 1.5 | 6.3  |
| 2015–16  | Phoenix  | 78  | 23.3 | .423 | .143 | .728 | 7.6 | 1.2 | .5 | .8  | 9.0  |
| 2016–17  | Phoenix  | 77  | 20.2 | .497 | .250 | .721 | 6.6 | .6  | .5 | 1.3 | 8.0  |
| 2017–18  | Phoenix  | 69  | 20.2 | .566 | .333 | .684 | 7.5 | 1.2 | .4 | .9  | 8.5  |
| 2018–19  | Atlanta  | 77  | 20.1 | .494 | .363 | .648 | 5.5 | 1.1 | .4 | .9  | 11.1 |
| 2019–20  | Atlanta  | 40  | 18.6 | .546 | .250 | .630 | 5.8 | 1.1 | .5 | .8  | 8.7  |
| Carreira | Carreira | 452 | 19.9 | .493 | .330 | .690 | 6.0 | .9  | .4 | 1.3 | 8.3  |

### Universitário
| Ano      | Equipe   | PJ | MPJ  | AP   | 3P   | LL   | RT  | AS  | BR | TO  | PPJ  |
| -------- | -------- | -- | ---- | ---- | ---- | ---- | --- | --- | -- | --- | ---- |
| 2011–12  | Maryland | 22 | 21.2 | .553 | .000 | .587 | 5.4 | .6  | .2 | 2.1 | 6.0  |
| 2012–13  | Maryland | 38 | 26.4 | .534 | .125 | .686 | 7.8 | 1.0 | .2 | 2.1 | 11.9 |
| Carreira | Carreira | 60 | 24.5 | .538 | .111 | .663 | 7.0 | .8  | .2 | 2.1 | 9.7  |

Fonte:

## Vida pessoal
Em dezembro de 2015, Len e sua mãe, Yulia, criaram a Len-d A Hand Foundation, uma instituição de caridade que ajuda os jovens de Phoenix, Arizona e outras áreas vizinhas. Len também é um nadador forte. Em 25 de abril de 2016, ele ajudou a salvar seu amigo e um salva-vidas de se afogar em uma praia na República Dominicana.

Em 25 de junho de 2020, Len testou positivo para o coronavírus.